# Teo
A Teo (ejtsd: Tíó) olasz televíziós rajzfilmsorozat, amely Violeta Denou hasonló című Teo könyve alapján készült. Magyarországon korábban a TV2, később a Super TV2 adta le.

## Ismertető
Teo egy ügyes kisgyerek, aki minden jól megcsinál és segít társainak is. Közösen együtt jól tanulnak és szorgalmasak. Teo mindig tudni akarja, mi a jó és ez jól is, akarja véghez vinni. Barátaival szeret játszani és összetartva az élete velük csupa vidámság. Megtanulják mindig, amit kell és ügyesen. Szeret az éneklést és a verselést is. A családjának is segít otthon a házi munkában. Gyakran meghívja vendégségbe a barátait is.

## Szereplők
- Teo – Vörös hajú, fekete szemű kisfiú, aki nagyon ügyes és mindent jól megold.
- Paul – Szőke hajú, fekete szemű kisfiú, aki Teo kisöccse.
- Sarah – Szőke hajú, fekete  szemű kislány, aki Teo csoporttársa, jól tanul, Teo unokatestvére.
- Claudia – Szőke hajú, fekete szemű kislány, aki Teo és Paul kishúga, otthon segít bátyjainak és szüleinek.
- Rita néni – Szőke hajú, fekete szemű fiatalnő, aki Teo, Paul, és Sarah anyukája.
- Pukk – Kiskutya, aki Teo és Paul kiskutyája.

## Magyar hangok
- ? – Teo
- ? – Paul
- ? – Sarah
- ? – Claudia
- ? – Rita néni